# Alyn Smith
Alyn Smith (Glasgow, 15 settembre 1973) è un politico britannico, europarlamentare per quattro legislature consecutive per il Partito Nazionale Scozzese, lascia la sua funzione al parlamento europeo per sedere nella Camera dei comuni dove è anche portavoce dal 7 gennaio 2020.

## Biografia
Alyn Smith è cresciuto in Scozia e in Arabia Saudita. È tornato in Scozia nel 1986 e in seguito ha studiato giurisprudenza e diritto europeo presso l'Università di Leeds con un periodo presso l'Università di Heidelberg nell'ambito del Progetto Erasmus. In seguito ha continuato la sua formazione in giurisprudenza presso istituti come la Nottingham Law School, ha insegnato inglese in India, ha lavorato a Bruxelles e si è affermato come avvocato a Londra.
La sua militanza nel Partito Nazionale Scozzese lo ha portato a lavorare nel Parlamento scozzese. Ha corso alle elezioni del 2001 e del 2003 nella circoscrizione di West Edinburgh senza ottenere un seggio. È stato eletto per la prima volta alle elezioni europee nel 2004 ed è stato rieletto nel 2009 e 2014. Lavora per lo sviluppo agricolo e i diritti degli animali ed è uno dei parlamentari più giovani.
Alyn Smith è apertamente gay - vive a Edimburgo con il suo compagno Jonathon.